# Caçadors-recol·lectors del Caucas

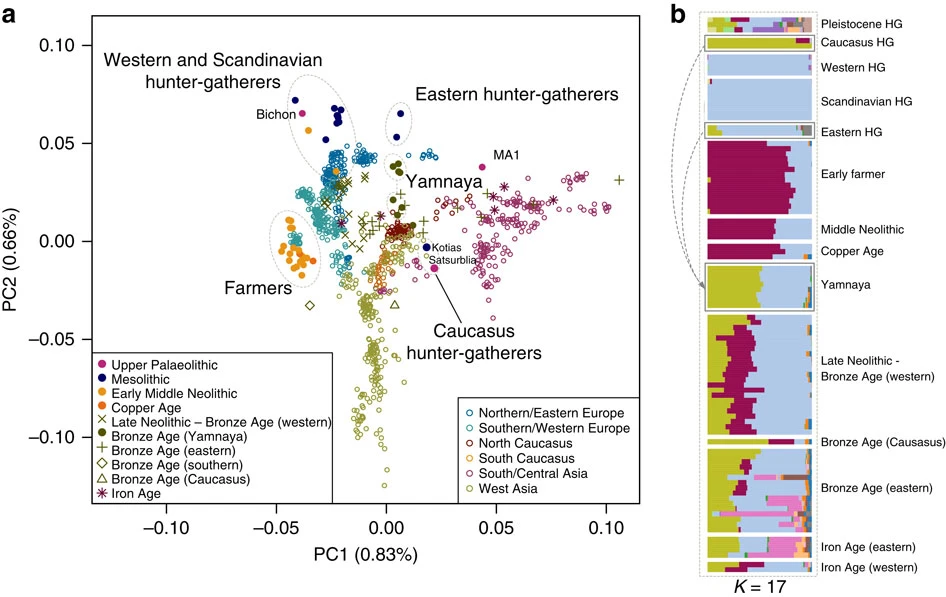

Els caçadors-recol·lectors del Caucas, també anomenats grup de Satsurblia, és un component genètic associat a humans anatòmics moderns pertanyent a una línia genètica, identificada per primera vegada en un estudi del 2015, a partir de l'estudi de genètica de poblacions d'algunes poblacions modernes d'Euràsia occidental (Europa, Caucas i Orient Pròxim). Aquest llinatge arqueogenètic representa una ancestralitat o ascendència maximitzada en certs grups de caçadors-recol·lectors del Paleolític superior i el Mesolític del Caucas. Aquests grups també estan estretament relacionats amb caçadors-recol·lectors del Mesolític i agricultors del Neolític de l'altiplà d'Iran, que a vegades s'inclouen dins del grup de caçadors-recol·lectors del Caucas. L'ascendència relacionada amb els agricultors neolítics dels caçadors-recol·lectors del Caucas-l'Iran també s'ha identificat més a l'est, incloent-hi el Complex arqueològic Bactriana-Margiana i la civilització Harappa/vall de l'Indus. Els caçadors-recol·lectors del Caucas i els caçadors-recol·lectors orientals constitueixen en proporcions aproximadament iguals els pastors de l'estepa occidental, que es van expandir àmpliament per Europa i Àsia a partir de l'Eneolític.

## Formació i desenvolupament
Se suggereix que la línia genètica dels caçadors-recol·lectors del Caucas va divergir de l'ancestre dels caçadors-recol·lectors occidentals probablement durant l'Últim màxim glacial (entre uns 45.000 i 26.000 anys enrere). Posteriorment, es van separar dels caçadors-recol·lectors d'Anatòlia, fa uns 25.000 anys, durant el període tardà de l'Últim màxim glacial. Els caçadors-recol·lectors del Caucas van aconseguir sobreviure en aïllament des del període tardà de l'Últim màxim glacial com una població diferenciada i mostrant una alta afinitat genètica amb les poblacions mesolítiques i neolítiques de l'Altiplà Iranià, com els espècimens neolítics trobats a Ganj Dareh. Els caçadors-recol·lectors del Caucas mostren una afinitat genètica major amb els grups europeus i anatòlics en comparació amb els caçadors-recol·lectors de l'Iran, la qual cosa suggereix un possible gradient i flux genètic cap als caçadors-recol·lectors del Caucas i en menor mesura cap als grups mesolítics i neolítics de l'Iran.
Lazaridis et al. (2016) descriuen els caçadors-recol·lectors del Caucas com una mescla de pobles neolítics de l'Iran, caçadors-recol·lectors occidentals i caçadors-recol·lectors orientals. A més, aquest grup s'agrupa amb els primers agricultors de l'Iran, que, significativament, no comparteixen al·lels amb els primers agricultors del Llevant.
Un model alternatiu que no requereix d'aportacions significatives d'ancestralitat euroasiàtica septentrional antiga ha estat presentat per Vallini et al. (2024), suggerint que la població inicial, semblant als caçadors-recol·lectors d'Iran i que és basal per als caçadors-recol·lectors del Caucas, es formà sobretot a partir d'una antiga línia procedent d'Euràsia occidental (c. 72%), amb graus variables de components de l'antiga Euràsia oriental (c. 10%) i Euràsia basal (c. 18%). S'infereix que el component genètic de l'antiga Euràsia occidental associat amb els caçadors-recol·lectors d'Iran va divergir de la línia principal d'Euràsia occidental (representada per Kostenki-14), i romangué el component de caçadors-recol·lectors d'Iran a l'Altiplà Iranià, mentre que el component Kostenki-14 pròpiament dit es va expandir cap a Europa. 
Irving-Pease et al. (2024) descriuen els caçadors-recol·lectors del Caucas com a descendents d'una població de l'eixida d'Àfrica que es dividí en europeus septentrionals basals i asiàtics occidentals, i d'aquest últim grup sorgiren els caçadors-recol·lectors del Caucas.
Al començament del Neolític, al voltant del 8000 ae, probablement estaven distribuïts a l'oest d'Iran i el Caucas, i persones similars als caçadors-recol·lectors del nord del Caucas i de l'Altiplà Iranià van arribar abans del 6000 ae al Pakistan i al nord-oest de l'Índia. Una fusió si fa no fa equitativa entre els caçadors-recol·lectors del Caucas i els caçadors-recol·lectors orientals a l'estepa ponticocaspiana donà lloc a la formació dels pastors de l'estepa occidental, que acabarien formant la Cultura iamna i, posteriorment, s'expandiren massivament per Europa durant el Neolític tardà i l'edat del bronze primerenca (3000 a 2000 ae).
Inicialment s'afirmà que la similitud ancestral dels caçadors-recol·lectors del Caucas i de l'Iran era més freqüent entre els caçadors-recol·lectors del Caucas meridional i en els primers pastors-agricultors del nord-oest de l'Iran, particularment al Zagros, per això la denominació "caçadors-recol·lectors del Caucas-Iran".

### Recerques posteriors
Segons el coautor Andrea Manica de la Universitat de Cambridge:
{{Citació|La qüestió de l'origen dels iamna ha sigut un misteri fins ara […] Ara podem respondre-hi, perquè hem descobert que la seua composició genètica és una barreja de caçadors-recol·lectors d'Europa oriental i d'una població d'aquests caçadors-recol·lectors del Caucas que sobrevisqueren gran part a l'Última Edat del gel en aparent aïllament.
Jones et al. (2015) van analitzar els genomes d'individus de Geòrgia occidental, al Caucas, del Paleolític superior tardà (13.300 anys d'antiguitat) i del Mesolític (9.700 anys d'antiguitat). Aquests dos individus pertanyien als haplogrups de l'ADN del cromosoma Y: J* i J2a (refinats posteriorment a J1-FT34521 i J2-Y12379), i als haplogrups mitocondrials K3 i H13c, respectivament. Els seus genomes mostraren que una mescla contínua dels caucàsics amb poblacions de l'Orient Mitjà havia ocorregut fins fa uns 25.000 anys, quan començà el període més fred de l'Última Edat de Gel.
També es va trobar ascendència de caçadors-recol·lectors del Caucas en un espècimen del Paleolític superior de la Cova de Satsurblia (datat del voltant de l'11000 ae) i en un altre del Mesolític a la Cova Kotias Klde, a Geòrgia occidental (datat del voltant del 7700 ae). L'individu de Satsurblia mostra major afinitat genètica amb les poblacions modernes del Caucas meridional.
En l'estudi de Margaryan et al. (2017), en analitzar ADN mitocondrial antic del sud del Caucas, apareix un ràpid augment de la població al final de l'Últim màxim glacial, fa uns 18.000 anys. El mateix estudi identificà també una continuïtat en la línia materna durant 8.000 anys.
Segons l'estudi de Narasimhan et al. (2019), els individus relacionats amb els agricultors d'Iran haurien arribat abans del 6000 ae al Pakistan i al nord-oest de l'Índia, abans de l'aparició de l'agricultura al nord de l'Índia. Els autors afirmen que aquesta "ascendència relacionada amb agricultors de l'Iran […] també era característica dels caçadors-recol·lectors del nord del Caucas i de l'Altiplà Iranià".

## Protoindoeuropeus
Durant el Neolític i l'Eneolític primerenc, probablement durant el IV mil·lenni ae, els caçadors-recol·lectors del Caucas es van barrejar amb caçadors-recol·lectors orientals en l'estepa ponticocaspiana, i formaren una població resultant que era quasi meitat d'origen de caçadors-recol·lectors orientals i meitat d'origen caçadors-recol·lectors del Caucas, i donaren lloc al grup genètic conegut com a pastors de l'estepa occidental. Per a David W. Anthony, l'ascendència de caçadors-recol·lectors del Caucas en la Cultura iamna seria superior al 50%. A més d'una aclaparadora ascendència de pastors de l'estepa occidental, els iamna també presenten mescla menor d'agricultors d'Anatòlia i del Llevant, així com dels caçadors-recol·lectors occidentals.
Alguns estudiosos sostenen que l'idioma protoindoeuropeu més antic (a vegades anomenat indohitita) pot haver sorgit entre una població majoritàriament d'origen de caçadors-recol·lectors del Caucas a l'Àsia occidental, basant-se en l'absència d'ascendència de caçadors-recol·lectors orientals en els probables parlants de llengües anatòliques. Uns altres, com Anthony, suggereixen que el protoindoeuropeu el parlaven els caçadors-recol·lectors orientals que vivien a Europa oriental.
Segons Jones et al. (2015), els caçadors-recol·lectors del Caucas "van contribuir significativament als genomes dels pastors iamna que van migrar a Europa cap al 3000 ae, donant suport a una influència formativa del Caucas en aquesta important cultura de l'edat del bronze primerenca. Els caçadors-recol·lectors del Caucas deixaren empremta en les poblacions modernes del Caucas i també a Àsia central i meridional, possiblement correlacionant-se amb l'arribada de les llengües indoàries." Per exemple, entre el 50 i el 70% de l'ascendència armènia es deriva de caçadors-recol·lectors del Caucas; persisteix des de temps neolítics fins ara. Wang et al. (2018) van analitzar dades genètiques del nord del Caucas en fòssils datats d'entre el IV i I mil·lennis ae i van trobar correlacions amb grups moderns del Caucas meridional. En conclogueren que "a diferència de hui, el Caucas actuava com un pont i no pas com una barrera infranquejable per al moviment humà". Segons Allentoft et al. (2024), l'arribada i mescla dels caçadors-recol·lectors del Caucas amb les cultures de l'estepa caspiana se situa al voltant de fa 7.300 anys, observada en dues mostres antigues de Golubaya Krinitsa amb un 18–24% de barreja.

## Grècia antiga, l'Egeu i Itàlia
A més de contribuir a la població d'Europa continental mitjançant els pastors de l'edat del bronze (pastors iamna), el components dels caçadors-recol·lectors del Caucas també semblen haver arribat de manera independent a l'Egeu, sense ascendència de caçadors-recol·lectors d'Europa oriental, aportant si fa no fa entre un 9% i 32% d'ascendència als minoics. L'origen d'aquest component de caçadors-recol·lectors del Caucas podria haver estat al centre d'Anatòlia.
L'anàlisi genètica mostra que l'ascendència relacionada amb Iran, que estava estesa a l'Egeu durant l'edat del bronze mitjà i associada a les civilitzacions minoica i micènica, també s'havia propagat a l'oest, i arribà a Sicília en proporcions substancials almenys en l'època dels micènics. Una possibilitat és que aquesta ascendència s'expandís cap a l'oest juntament amb l'expansió cultural micènica. L'arribada del component relacionat amb els caçadors-recol·lectors del Caucas al sud d'Itàlia des de la part sud de la península dels Balcans, incloent el Peloponés, és compatible amb la identificació de corredors genètics que vinculen totes dues àrees i la presència de signatures genètiques antigues d'Europa meridional a Itàlia. Les dades replegades d'individus de l'edat del ferro que daten d'entre els 900 i 200 ae (inclòs el període romà republicà) mostren un clar canvi d'ascendència respecte a l'edat del coure, interpretat com l'addició d'un component d'ascendència relacionat amb l'estepa, i un increment en el component neoliticoiranià.

## Àsia central i el subcontinent indi
L'ascendència similar a la dels grups neolítics de l'Altiplà Iranià/caçadors-recol·lectors del Caucas és prominent en poblacions anteriors a l'arribada dels pastors esteparis de l'edat del coure i del bronze (4500–2000 ae) a Àsia central, com en el Complex arqueològic Bactria-Margiana (que també presentava ascendència relacionada amb els agricultors neolítics d'Anatòlia). També es troba al nord-oest del subcontinent indi, com en llocs adjacents a la civilització de la Vall de l'Indus (que mostren una mescla d'ascendència relacionada amb caçadors-recol·lectors del Caucas i amb el component ancestral de l'Índia meridional). No és clar si la dispersió de l'ascendència relacionada amb el caçadors-recol·lectors del Caucas/Altiplà Iranià cap a l'est fins al subcontinent indi fou resultat de la migració d'agricultors o d'una dispersió anterior de caçadors-recol·lectors que després adoptaren l'agricultura, però aquesta dispersió probablement va ocórrer en algun moment abans del 6000 ae, a causa de l'absència d'ascendència relacionada amb agricultors d'Anatòlia en els antics sud-asiàtics, la qual és present en l'Altiplà Iranià després d'aquesta època. Aquesta ascendència abans de l'arribada dels pastors esteparis relacionada amb caçadors-recol·lectors del Caucas constitueix una proporció significativa de l'ascendència dels sud-asiàtics moderns. Els pastors de l'estepa occidental, que tenien una ascendència de caçadors-recol·lectors del Caucas, també migraren més tard cap a Àsia central i el subcontinent indi.